# Gagoze

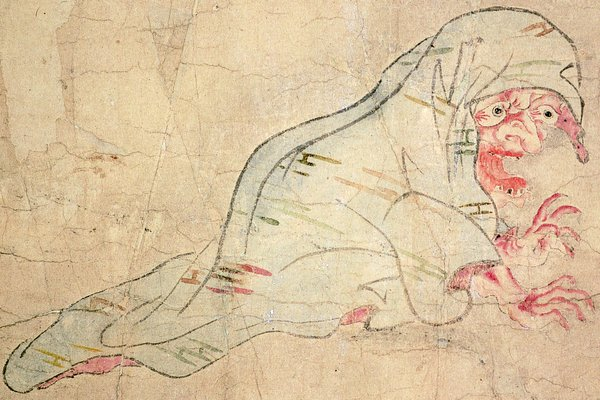
Gagoze dal "Bakemonozukushi", autore sconosciuto.

Gagoze (元興寺?, anche gagoji, guwagoze e gangō) o Gangōji no oni (元興寺の鬼?, lett. "L'oni di gangōji") è uno yōkai che si dice sia apparso nel tempio Gangō-ji, nella prefettura di Nara, intorno al periodo Asuka. Può anche essere trovato nel testo del periodo Heian Nihon ryōiki (nella storia 雷の憙を得て生ま令めし子の強き力在る縁?, lett. "Su un ragazzo di grande forza che nacque dalla gioia del tuono"), o nell'Honchō Monzui, tra gli altri. Nei classici disegni yōkai come il Gazu hyakki yagyō di Toriyama Sekien, è raffigurato come un oni con le sembianze di un monaco.

## Mito

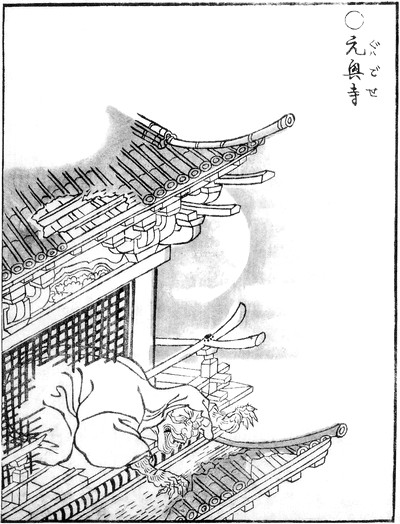
Gagoze dal Gazu hyakki yagyō di Toriyama Sekien.

Durante l'era dell'imperatore Bidatsu, nella città di Katawa, distretto di Aichi, provincia di Owari (ora vicino a Furuwatari, Naka-ku, Nagoya, prefettura di Aichi), un contadino fu colpito da un fulmine. Il kami del tuono (Raijin) che scese con il fulmine cambiò rapidamente forma in quella di un bambino. Quando il contadino cercò di ucciderlo con un bastone, il dio implorò per la sua vita e disse che sarebbe stato ripagato per avergli risparmiato la vita, il contadino sarebbe stato benedetto con un bambino forte come il dio del tuono. Il contadino acconsentì a questa richiesta e costruì una barca con il legno di canfora su richiesta del dio, il dio salì a bordo, si sollevò in aria e tornò nei cieli su di essa insieme a nuvole e fulmini.
Qualche tempo dopo, la moglie del contadino diede alla luce quello che si può essere descritto solo come il figlio del dio del tuono. Il bambino aveva un aspetto anormale, con serpenti attorno alla testa e una coda che pendeva dalla parte posteriore della testa. Proprio come aveva detto il dio del tuono, il bambino nacque con una forza incredibile e all'età di 10 anni fu in grado di sconfiggere uno dei re della famiglia imperiale, famoso per la sua forza.
In seguito, il bambino divenne un assistente del Gangō-ji di Nara. Proprio in quel momento, quasi ogni notte, gli inservienti del campanile del Gangō-ji cominciarono a morire stranamente, e correva voce che fossero stati uccisi da un oni. Il ragazzo disse che avrebbero catturato l'oni da solo e si offrì volontario per ucciderlo. Decise di posizionare delle luci ai quattro angoli del campanile e di coprirle, e se avesse catturato il demone, avrebbe chiesto ai quattro inservienti di aprire il coperchio e avrebbero visto l'oni con i propri occhi. Una notte, mentre si appostavano presso il campanile, l'oni apparve all'alba, lo afferrò per i capelli e lo trascinò in giro. I quattro inservienti erano così terrorizzati che fuggirono senza aprire i coperchi. Quando arrivò l'alba, l'oni si era strappato completamente i capelli dalla testa e era scappato. Mentre seguivano la scia di sangue, alla fine arrivarono alla tomba di un servitore ruffiano che lavorava al Gangō-ji. Come si scoprì, lo spirito di questo servitore si era trasformato ed era apparso come uno spirito demoniaco. I capelli dello spirito demoniaco divennero quindi il tesoro del Gangō-ji. Si dice che il ragazzo in seguito continuò ad usare questa enorme forza e divenne un dōjō-hōshi (un rango sacerdotale).
Tetsuo Yamaori, in una tesi sulla vera natura dei concetti degli antichi dei giapponesi (kami), ha preso nota della visione del mondo sullo sfondo di questa storia. Osservando che la prima metà riguardava un fulmine che si trasformava in un "bambino" per poi risalire immediatamente al cielo, e che la seconda metà aveva uno "spirito demoniaco" che appariva solo di notte e la cui vera forma non può essere controllata senza avvicinarsi alla luce, Yamaori nota che questo è una chiara dimostrazione di come gli esseri spirituali originariamente avessero una natura molto occulta.

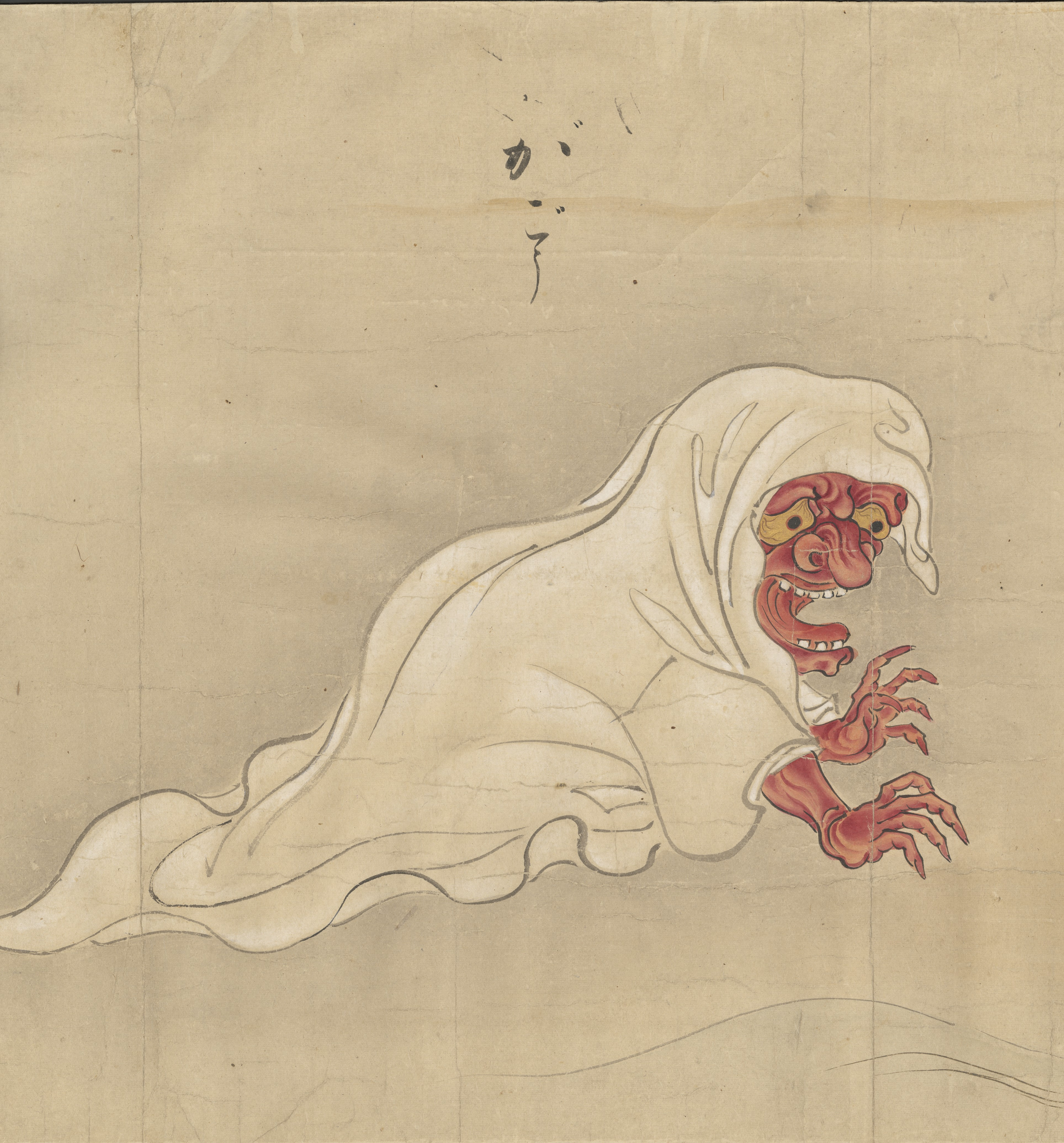
Un dipinto di un mostro chiamato Ga gou da un emaki "Bakemono no e" (1700 circa) conservato presso la Harold B. Lee Library della Brigham Young University.

Vecchi libri del periodo Edo notano che questo Gagoze è l'origine del modo in cui i bambini usavano la parola "gagoze" e "gagoji" per indicare i mostri in generale, e in effetti "gagoze", "gagoji", "gangoji", tra gli altri, sono ampiamente utilizzati in Giappone tra i bambini per indicare yōkai in generale. Tuttavia, il folclorista Kunio Yanagita nega questa supposizione e presuppone invece che ciò derivi dal modo in cui i mostri direbbero "kamou zo" (咬もうぞ?, ti morderò) quando appaiono.